# Émilie Arnal
Émilie Arnal és una poetessa i novel·lista francesa, nascuda a Millau el 20 de febrer de 1863 i morta el 7 d'octubre de 1935 a Lapeyrouse-Fossat.

## Biografia
Marie Émilie Arnal neix a Millau el 20 de febrer de 1863.
L'any 1911, li és concedit el premi Archon-Despérouses de l'Académie française francesa li és concedit per La Maison de granit. L'any 1927, se li atorgà un nou premi per L'hôte divin i l'any 1933 el premi de prosa de l'Académie des Jeux floraux per Un oiseau dans l'azur.
L'any 1930, els felibres de la Basse-Alvèrnia li van concedir el premi de poesia, per al conjunt de la seva obra. Col·laborà a la Veillée d'Auvergne.
Després d'una carrera de professora, es consagrà a la seva germana "Retinguda lluny de París des de fa set anys, per l'estat de salut de la meva cara germana, guardo el record dels meus amics parisencs i rouergats i he desitjat sovint retrobar-me amb ells". Morí el 7 d'octubre de 1935 a Lapeyrouse-Fossat, a prop de Castelmaurou i de Tolosa. Fou inhumada, tal com desitjava, a Millau: "Terra del meu bressol, terra de la meva joventut".

### Obres
- Vers les sommets (Sansot, 1908)
- Marthe Brienz, roman comtemporain (Plon 1909)
- La maison de granit, poème d'amour (Plon 1910) Lire en ligne
- Les chansons d'Aëllo (R. Chiberre, 1925)
- Le pays de la lumière. Poèmes (Plon, 1927)
- Les annonciateurs. Édition originale : Aurillac : Éditions U.S.H.A. 1928
- L'hôte divin (Plon, 1928)
- Un oiseau dans l'azur. Vieilles chansons, jeunes amours (Plon, 1932)

## Posteritat
Un carrer de Millau porta el seu nom.
Robert Veyssié, Anthologie de la Renaissance contemporaine ; Notice par Alphonse Séché, suivie de quelques poèmes